# Look at Me (When I Rock Wichoo)
«Look at Me (When I Rock Wichoo)» es una canción de la banda Americana de indie rock Black Kids, de su álbum debut Partie Traumatic. Fue lanzado en el Reino Unido por Almost Gold Recordings el 8 de septiembre del 2008, y debutó en el Top 200 del UK Singles Chart en el puesto #175.

## Lista de canciones
Digital single
1. "Look at Me (When I Rock Wichoo)"
2. "Look at Me (When I Rock Wichoo) (Kid Gloves remix)"

## Créditos
- Owen Holmes – bajo
- Kevin Snow – batería
- Dawn Watley – teclados y voz
- Ali Youngblood – teclados y voz
- Reggie Youngblood – guitarra y voz